# Hubert Niglus
Hubert Niglus (ur. ?) – polski działacz partyjny i państwowy, w latach 1978–1981 prezydent Zabrza, w latach 1981–1984 wicewojewoda katowicki.

## Życiorys
Ukończył studia magisterskie. Działacz Polskiej Zjednoczonej Partii Robotniczej. Od 16 listopada 1978 do 22 lutego 1981 pełnił funkcję prezydenta Zabrza. Następnie do lipca 1984 pełnił funkcję wicewojewody katowickiego, jednocześnie od września 1981 kierował Nadzwyczajną Wojewódzką Komisją do Walki ze Spekulacją w Katowicach. W listopadzie 1981 nieformalny negocjator władzy ludowej ze strajkującymi górnikami z KWK Sosnowiec.